# Joanny Augé
Pour les articles homonymes, voir Augé.
Joanny Augé, né le 9 décembre 1853 à Roanne (Loire) et mort le 11 septembre 1925 à Riorges (Loire), est un homme politique français.

## Biographie
Conseiller général de la Loire, et maire de Roanne, Joanny Augé fut candidat aux élections générales législatives de 1902, et est battu par Audiffred, député sortant. Mais ce dernier ayant été élu sénateur le 23 octobre 1904, Joanny Augé se présente à ce siège laissé vacant et l'emporte le 12 février 1905, au premier tour de scrutin.
Il s'inscrit au groupe des Socialistes unifiés et est membre de diverses commissions. Il n'a pas l'occasion au cours de ce bref mandat de se manifester à la tribune.
Battu aux élections générales de 1906 par Gilbert Laurent, il se retire à Riorges où il meurt le 11 septembre 1925.

## Mandats et fonctions

### Mandat parlementaire
- 12 février 1905 - 31 mai 1906 : Député de la Loire

### Mandats locaux
- 17 mai 1896 - 17 mai 1908 : Maire de Roanne
- 1901 - 1907 : Conseiller général du canton de Roanne

## Sources
- « Joanny Augé », dans le Dictionnaire des parlementaires français (1889-1940), sous la direction de Jean Jolly, PUF, 1960 [détail de l’édition]